# Alternatieve rock

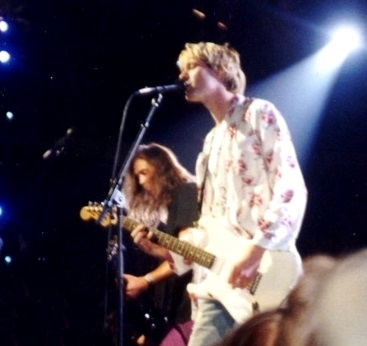
Kurt Cobain en Krist Novoselic van Nirvana op de MTV Video Music Awards in 1992.

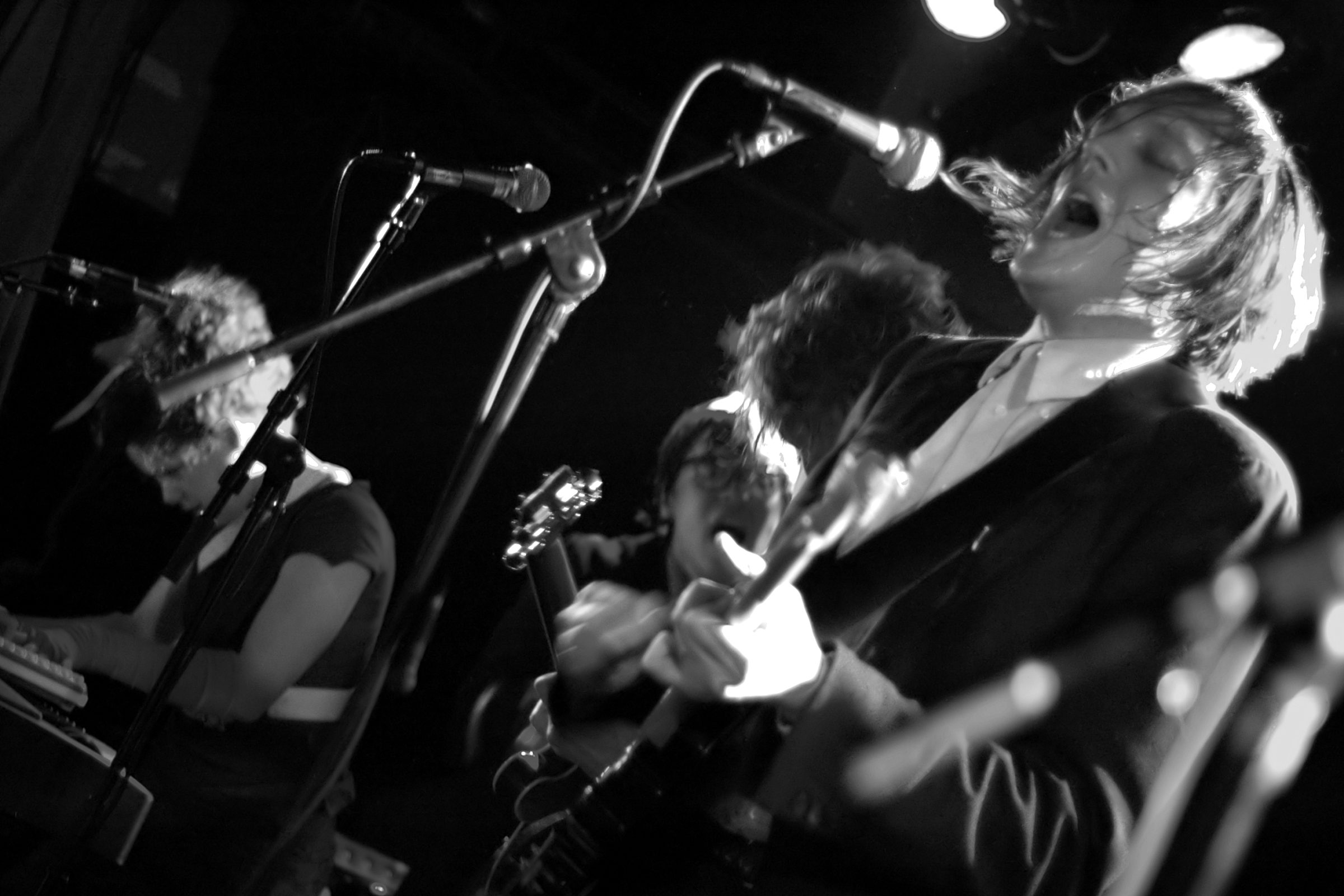
Arcade Fire

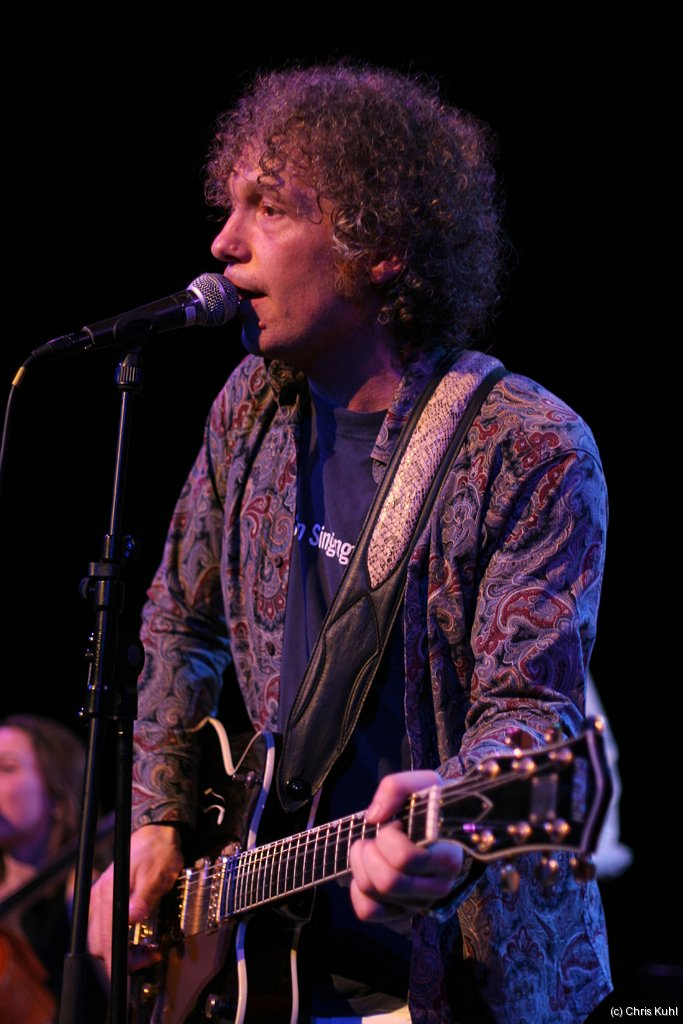
Spinvis

Alternatieve muziek (ook alternatieve rock, alt-rock of alternative) - ook indie genoemd, dat eigenlijk een subgenre is - is een in de jaren 80 opgekomen verzamelnaam voor op kunstmuziek georiënteerde popmuziek en meer in het bijzonder rockmuziek, waarbij de kunstzinnige pretenties groter zijn dan de commerciële. Het ging daarbij aanvankelijk om artiesten die in het circuit van kleine zalen populair werden en hun platen meestal op kleine, onafhankelijke platenlabels uitbrachten. De alternatieve rock was een vervolg op de punkrock, soms gecombineerd met folk, reggae en elektronische muziek. De naam komt van het Engelse woord independent, wat onafhankelijk betekent. Indie-muziek kan vrij divers zijn, van ambient tot heavy metal, maar meestal bedoelt men met de naam een subgenre uit de alternatieve rock, zogenaamde Indie rock.
Het genre bestaat uit subgenres die ontstonden uit de independent-muziekscene vanaf de jaren 80, zoals de grunge, de britpop, de gothic rock en de indiepop. Deze genres worden verenigd door hun collectieve relatie met de punkrockstijl en -ethos, die de grondbeginselen stelde voor de alternatieve muziek in de jaren zeventig. Indertijd werd de term 'alternatieve rock' gebruikt voor alles wat invloed had uit de undergroundartiesten in de jaren 80, en al de muziek die uit de punkrock neerdaalde, punk, new wave en postpunk meegeteld. De alternatieve muziek was een vervolg op de punkrock, soms gecombineerd met folk, reggae en elektronische muziek. Terwijl enkele artiesten commercieel succes vergaarden en mainstream kritische erkenning kregen, bleven vele alternatieve rockartiesten tijdens de jaren 80 cultacts die bij "independent labels" zaten en bekend werden via radioairplay op de campus en mond-tot-mondreclame.
Hoewel alternatieve muziek zich hiermee afzette tegen de massacultuur, groeiden veel artiesten die deze muziek maakten uit tot grote sterren. Met de doorbraak van Nirvana en de populariteit van de grunge- en de britpopgroepen in de jaren 90 enterde de alternatieve muziek definitief de muzikale mainstream en werden vele alternatieve bands commercieel succesvol. Sinds het succes van Nirvana maar van ook U2 wordt de term alternatief net als de termen underground en cult steeds vaker door de gevestigde platenindustrie gebruikt als marketingterm om artiesten met een rebels imago te promoten. Of de geproduceerde muziek ook vernieuwend of tegendraads is, schijnt daarbij minder belangrijk te zijn.

## Experimentele rock
Experimentele rock is, indien het over gitaarmuziek gaat, een bredere term voor dezelfde muziek, maar claimt minder de anti-commerciële status. Een andere benaming voor alternatieve rock is indierock.

## Indie
Indie is een verzamelnaam die wordt gebruikt voor muziek die zich over het algemeen laat karakteriseren door haar houding: een afkeer van commerciële muziek en een voorliefde voor het experiment. De naam komt van het Engelse woord independent, wat onafhankelijk betekent. Indie-muziek kan vrij divers zijn, van ambient tot heavy metal, maar meestal bedoelt men met de naam een subgenre uit de alternatieve rock, zogenaamde Indie rock, die bekend werd door bands als Pavement en Sonic Youth.

## Boegbeelden

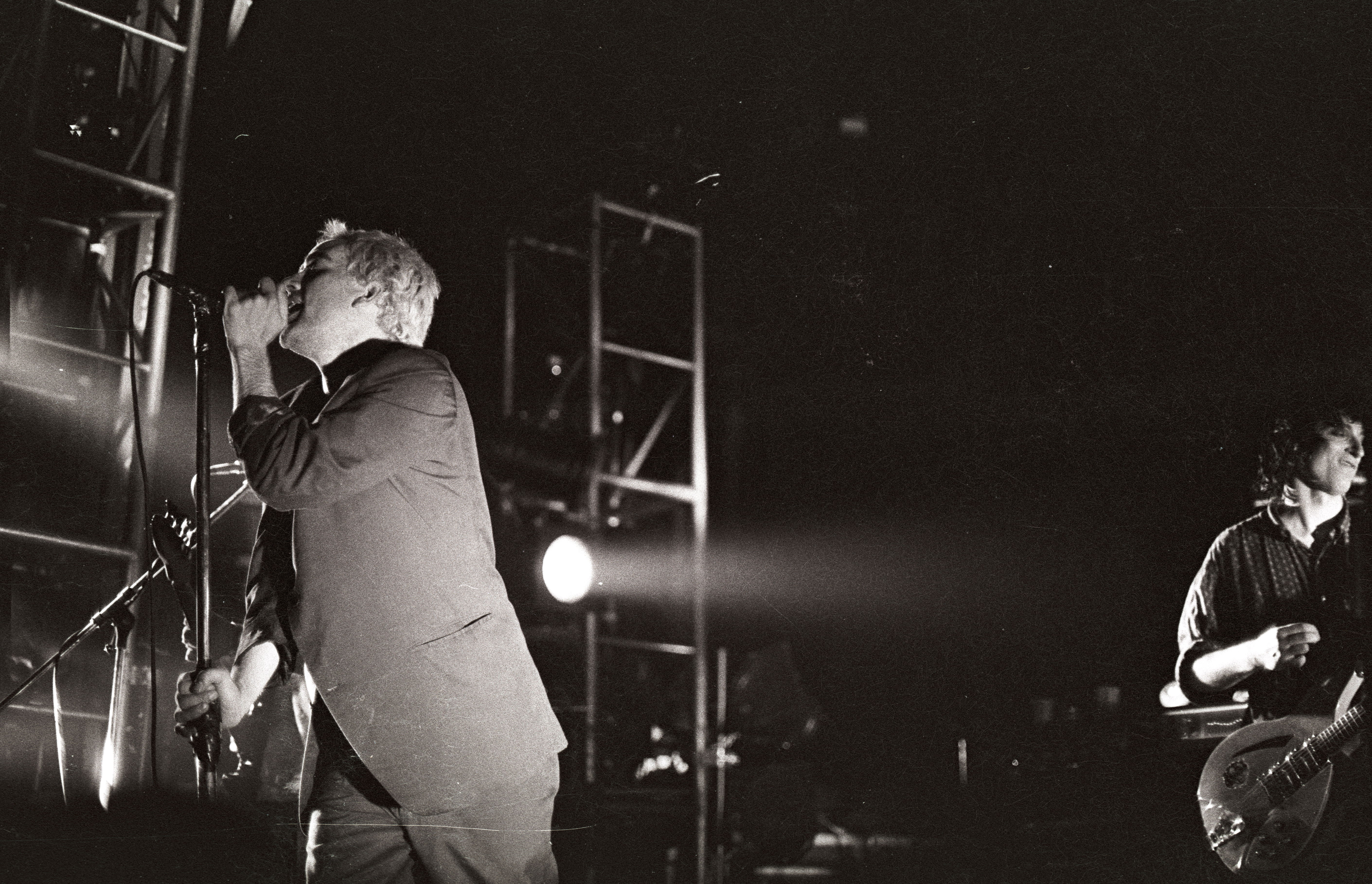
R.E.M. werd in 2007 tot de Rock and Roll Hall of Fame toegelaten.

Boegbeelden van alternatieve muziek waren in de loop der jaren onder meer Alice in Chains, Red Hot Chili Peppers, Joy Division, R.E.M., Pixies, Pearl Jam, Nirvana, Smashing Pumpkins, Radiohead, The White Stripes, The Strokes, Blur, Sonic Youth, Liars, Muse, Snow Patrol, Franz Ferdinand, Bloc Party, Simple Minds, Incubus, The Killers, Spin Doctors, Coldplay, Nothing But Thieves, Keane en Editors.
Een van de eerste albums waarvan de muziek tot de alternatieve rock werd gerekend was Murmur, het debuut van de Amerikaanse band R.E.M. Deze band werd eind jaren 80 een gevestigde naam, met albums als Out of Time en Automatic for the People. Samen met R.E.M. kregen meer alternatieve bands bekendheid: The Cure combineerde alternatieve rock met gothicrock. Sonic Youth maakte behalve alternatieve rock ook een vorm van noise rock. In Engeland werd The Smiths (met zanger Morrissey en gitarist Johnny Marr) een populaire band, die later een grote invloed zou hebben op de britpopgeneratie.

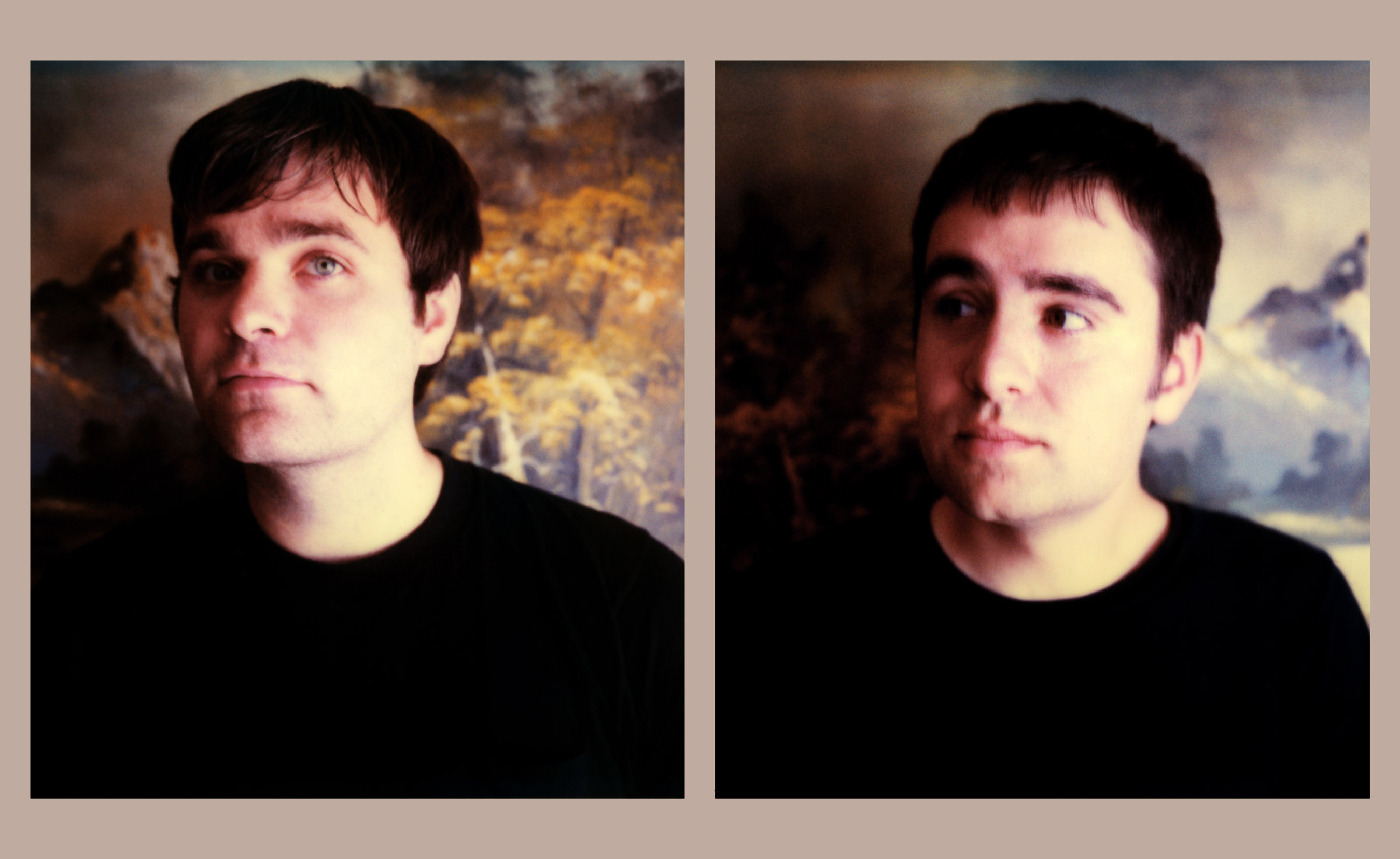
The Postal Service

Met de doorbraak van Nirvana en de populariteit van de grunge en de britpopgroepen in de jaren 90 voegde de alternatieve rock zich bij de muzikale hoofdstroom en werden vele alternatieve bands commercieel succesvol.
Met terugwerkende kracht worden artiesten uit de jaren 60 en 70 die een vergelijkbare mentaliteit hadden ook wel alternatief genoemd. Het gaat dan bijvoorbeeld om The Velvet Underground, Jimi Hendrix, The Doors, Jethro Tull en Pink Floyd.

## Andere benamingen
De muziek die nu als "alternatieve rock" bekendstaat, werd vroeger aangeduid met een verscheidenheid aan termen voordat de term alternative gebruikt werd. Collegerock werd gebruikt in de Verenigde Staten om de muziek tijdens de jaren 80 toe te schrijven aan de relaties met de campusradiokring en de smaak van studenten te beschrijven. In het Verenigd Koninkrijk geniet de term indie tot op heden de voorkeur; tegen 1985 kreeg de term indie de betekenis van een bepaald genre, of een groep subgenres.
Rond 1990 kwam de term "alternatieve rock" in zwang. De term alternative vond zijn oorsprong in het midden van de jaren 80. Het was een verlenging van de new music (nieuwe muziek) en de post modern, beide voor de verfrissing van de muziek en de neiging om de geluiden van het verleden opnieuw een context te geven, die door de muziekindustrie vaak werden gebruikt.

## Genres
Alternatieve muziek bevat genres als:
- experimentele rock
- garagerock
- psychedelica
- progressieve rock
- glamrock
- postrock
- postpunk
- punk
- new wave
- no wave
- indie
- grunge
- stonerrock
- low fi
- collegerock